# Палата магнатов Венгрии
Палата магнатов Венгерского королевства (венг. Főrendiház; нем. Magnatenhaus; рум. Camera Magnaților; итал. Camera dei Magnati) — упразднённая верхняя палата парламента Венгрии. Эта палата функционировала с 1867 года по 1918 год и впоследствии с 1927 года по 1945 год.
Палата, как и нынешняя Палата лордов в Великобритании, состояла из наследственных лиц, священнослужителей и, в отличие от Палаты лордов, замещающих представителей автономных регионов (аналогично резидентам-комиссарам территорий Соединённых Штатов). Палата не имела фиксированного членского состава, поскольку в нее мог входить любой, кто соответствовал необходимым требованиям. Официальный список состоял из:
- принцев королевского дома, достигшие совершеннолетия (16 человек в 1904 году);
- наследственных пэров, которые платили не менее 3000 флоринов в год земельного налога (237 человек в 1904 году) (2,178 кг золота; по обменному курсу 1896 года 1 фунт стерлингов стоил 12 флоринов, так что это составляет 250 фунтов стерлингов);
- высшие сановники Римско-католической и Восточно-православной Церквей (42 человека в 1904 году);
- представители протестантских конфессий (13 человек в 1904 году);
- пожизненные пэры, назначаемые короной, числом не более 50 человек, и пожизненные пэры, избираемые самой палатой (всего 73 человека в 1904 году);
- различные государственные сановники и высшие судьи (19 человек в 1904 году);
- три делегата Хорватии и Славонии;

Полный список председателей Палаты магнатов см. в статье Список председателей Палаты магнатов Венгрии.
Современный парламент Венгрии, Государственное собрание, является однопалатным и заседает в зале нижней палате, в то время как зал бывшей верхней палаты используется как конференц-зал и зал встреч, а также для туризма.
Формирование здания парламента возникло из осознанного выбора символики и несёт в себе важные исторические и политические послания. Рассматривая его со стороны Дуная, мы видим, как залы нижней и верхней палат возвышаются по обе стороны купола, окруженные башнями, которые вызывают воспоминания о двухпалатном парламенте, действовавшем во время строительства здания. Оба зала полностью идентичны по размеру и форме, тем самым выражая равенство между представительной нижней палатой и исторической верхней палатой. Купол, возвышающийся между ними, символизирует единство законодательного органа, а также служит местом для совместных заседаний двух палат.